# Arzo
Arzo is een plaats en voormalige gemeente in het Zwitserse kanton Ticino en maakt deel uit van het district Mendrisio.
Arzo telt 1104 inwoners. Op 5 april 2009 werd Arzo opgenomen in de gemeente Mendrisio.